# El vuelo del Fénix (película de 1965)
El vuelo del Fénix (en inglés, The Flight of the Phoenix) es una película estadounidense de 1965, producida y dirigida por Robert Aldrich y protagonizada en los papeles principales por James Stewart, Richard Attenborough, Peter Finch, Ernest Borgnine, Hardy Krüger, George Kennedy, Dan Duryea, Ronald Fraser e Ian Bannen. Está basada en la novela de mismo título del año anterior (1964, escrita por Elleston Trevor) y obtuvo dos nominaciones a los Premios Óscar.

## Argumento
Un grupo de catorce hombres de distintas personalidades y de diversas procedencias y profesiones viaja en un avión de carga de la línea aérea arábiga Arabco, uno de los tripulantes, un italiano tiene como mascota a un  pequeño monito Titi . El transporte es un avión de carga bimotor Fairchild C-82 Packet perteneciente a la firma Arabco y el vuelo se realiza sobre el desierto del Sáhara.
Una tormenta de arena aparece en el horizonte y que no puede ser evitada,  origina una avería en uno de los motores. El capitán Frank Towns (James Stewart), y su navegante Lew Moran (Richard Attenborough) se ven obligados a realizar un aterrizaje de emergencia y logran un aterrizaje duro. El avión queda destrozado en sus alas casi por completo, solo queda el habitáculo y una ala izquierda en mejor estado, debido a la dureza del aterrizaje, la carga interior se suelta y cae encima de las filas traseras quedando atrapados tres ocupantes, de los cuales dos mueren y el otro, queda herido de gravedad y posteriormente muere. La radio no funciona y no pueden dar aviso del accidente. Lo más cercano a la civilización es Marada, un oasis junto a un campamento petrolífero a 400 km de distancia. 
Los pasajeros esperan ser rescatados pronto pero comienzan a preocuparse al enterarse, por una pequeña radio portátil de uno de los pasajeros (Ernest Borgnine), de que la tormenta los había desviado de curso y los buscaban lejos de donde se encontraban. Por fortuna, tienen reservas de dátiles y agua para algunos días, de las que tienen que planificarse; el calor del desierto los atormenta. 
Uno de los pasajeros, el capitán británico Harris (Peter Finch) decide salir junto con Carlos (Álex Montoya), otro pasajero, en dirección a un oasis que aparece en sus mapas con el objetivo de conseguir agua o ayuda. Su ayudante, el sargento Watson (Ronald Fraser) recibe la orden de acompañarlos, pero finge una torcedura en su pie y se queda. Pocos días después, regresa el capitán Harris solo y moribundo, sin haber encontrado el oasis, su acompañante había fallecido.
Otro de los pasajeros, un diseñador aeronáutico alemán llamado Heinrich Dorfmann (Hardy Krüger) que se había mantenido al margen, propone a los demás construir un pequeño avión, utilizando para ello partes del avión siniestrado. La tarea es titánica, ya que hay que desarmar y cortar las alas en buen estado y unirlas al único motor no averiado, y reemplazar el tren de aterrizaje por patines hechos de planchas de metal. En la carga del avión encuentran algunas herramientas y equipos que pueden servirles para este propósito.
Al principio la idea es rechazada por el capitán Towns pero, ante la fatal e inexorable perspectiva que el destino ofrece y que enfrentan, finalmente se aprueba y todos deciden colaborar para salvar sus vidas. El grupo entiende que el autor intelectual de la idea es un ingeniero de aviación. La difícil tarea es llevada a cabo durante las horas de la noche, para evitar el Sol, y son dirigidas por el alemán. Durante el día descansan.
Un grupo de beduinos pasa cerca del lugar del desastre, sin verlos. El capitán británico propone contactar con ellos y pedirles ayuda. Nuevamente el sargento Watson se niega a obedecer las órdenes de seguirlo. En su lugar, otro pasajero, el médico francés Renaud (Christian Marquand) se ofrece a acompañarlo, ya que habla árabe. Al día siguiente, el capitán Towns encuentra en las cercanías sus cadáveres degollados y robados, junto con un camello cojo. No hay señales de los nómadas.
Finalmente, el engendro de aeroplano monomotor, de aspecto bastante primitivo, es terminado y bautizado Phoenix, en honor a la leyenda del ave Fénix que resucita de sus cenizas. El engendro es su única esperanza.
Se ha unido toda una parte de la cola del motor bueno y su ala, con la otra ala del motor dañado; el tren de aterrizaje es a base de refuerzos de aluminio y posee un habitáculo para dos personas solamente, los demás deberán viajar acostados sobre las alas, amarrados con arneses y amparados del viento solo con restos de ventanillas.
Una cosa es que esté ensamblado, otra que parta, y otra que vuele. En ese momento el capitán Towns y su segundo descubren que Dorfmann, el generador de la idea, es en realidad un diseñador de "aviones a escala" o modelista aeronáutico, y que jamás diseñó un avión real, que trabaja en una empresa de aeromodelismo. Lo confrontan, lamentándose que sólo sea un diseñador de "aviones de juguete" según le acusan, pero él se defiende diciendo que un avión de juguete es sólo un artefacto a cuerda que camina por el suelo, pero que él diseña aviones de hasta de dos metros de largo que vuelan de verdad, y que un avión de los que él diseña tiene que ser técnicamente mejor que un avión normal porque no lleva piloto que lo maneje, entonces tiene que poder volar por sí mismo sin defectos que le hagan caerse. Entretanto el Phoenix ya está ensamblado, y es la única esperanza que tienen de salir del desierto y salvarse.
El capitán Towns intenta hacerlo partir usando cartuchos de ignición. Solo hay 7 así que si el motor no logra partir, no lo hará jamás.
Tras cuatro intentos fallidos de encender el motor y el consiguiente gasto de cartuchos, con el antepenúltimo el capitán Towns realiza el proceso de ignición cortando previamente el encendido del motor para "provocar la limpieza de los cilindros". Esta idea es rechazada por Dorfmann quien desesperado le grita desde el suelo que no lo haga. No obstante, la idea de Towns resulta exitosa, con lo cual empleando el siguiente cartucho de ignición, el anteúltimo, logra encender el motor. Los sobrevivientes tienen que arrastrar el aparato para posicionarlo en un area previamente determinada para el despegue, luego se encaraman en las alas y el Phoenix logra levantar vuelo, sacando a los sorprendidos sobrevivientes del infernal desierto. 
Más tarde divisan una empresa petrolera en Marada, un oasis, y allí aterrizan exitosamente todos a salvo. Al sentirse salvados, incluido el mono,, los sobrevivientes se lanzan a una pequeña charca de agua a vista de los incrédulos obreros del campo de petróleo.

## Comentarios

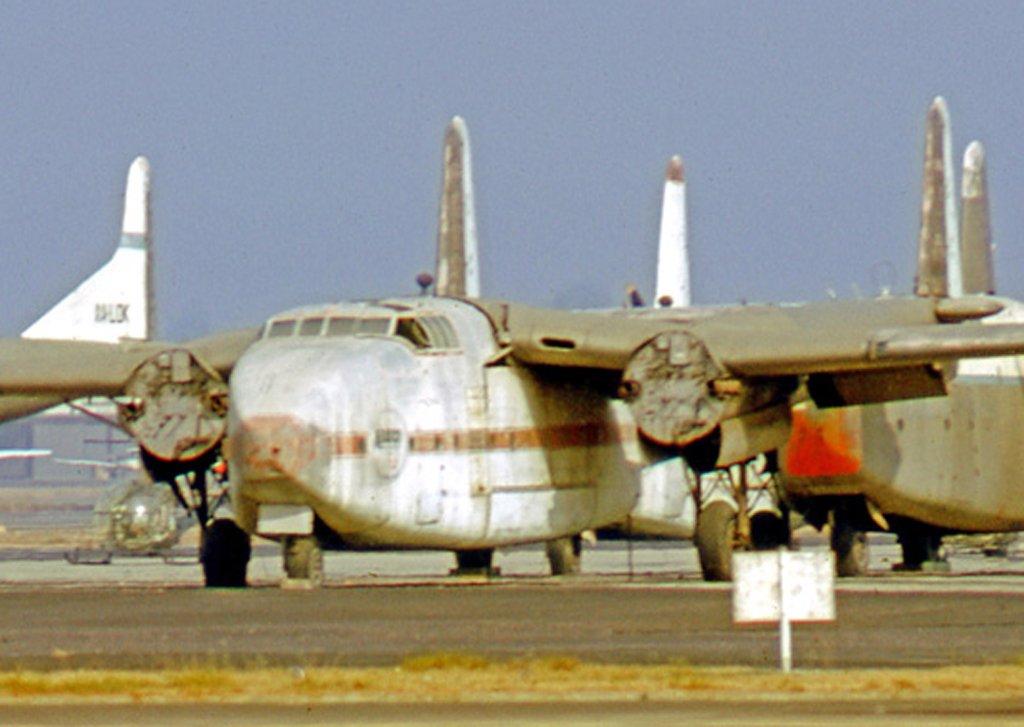
Uno de los Fairchild C-82 Packet usados en el filme.

La película se rodó en Buttercup Valley, Yuma, Arizona en 1964, y se utilizaron al menos cuatro aeronaves C-82 Packet identificadas de este modo:
- Fairchild C-82A Packet, N6887C — (del que salió el aparato re-ensamblado denominado "Phoenix" de Paul Mantz y que verdaderamente estaba en condiciones de volar).
- Fairchild C-82A Packet, N4833V — Restos para toma de exteriores que aparece en el desierto.
- Fairchild C-82A Packet, N53228 — Usado para escenas del interior (en la imagen).
- Fairchild R4Q-1 Flying Boxcar, BuNo. 126580, usado para escenas de vuelo.

Si bien la película fue de relativo bajo presupuesto, tuvo un tremendo éxito de taquilla que le permitió ser nominada dos veces a los Premios Óscar.
En las primeras escenas aparece el hijo del director, William M. Aldrich como uno de los pasajeros que fallece en el aterrizaje forzado.
(W.M. Aldrich fallecido en 2006 fue un productor de cine).
El rodaje tuvo una fatalidad, el extra y piloto de pruebas Paul Mantz se accidentó y falleció de traumatismo craneoencefálico abierto al intentar un aterrizaje de prueba del Phoenix original, hecho de los restos del C-82. El avión, que volaba relativamente bien, tropezó con una duna al tocar tierra y se fracturó mientras aterrizaba y el aparato volteó partiéndose.
El rodaje continuó, ya que estaba casi terminado, usándose un avión ensamblado sustituto, un North American O-47A para acabar la película.
Ernest Borgnine realizó una excelente actuación que le permitió ser reconocido como actor dramático.
Como curiosidad, en esta película se oye un tema musical italiano, "Senza Fine" cantada por Connie Francis, en la radio portátil que pertenece al personaje Trucker Cobb, interpretado por Ernest Borgnine, tema que se oiría en los títulos y en la primera parte y, aisladamente, en la película Ghost Ship de 2002.

## Remakede 2004
En 2004 John Moore dirigió un remake de esta película, prácticamente con el mismo argumento pero esta vez con otro modelo de avión, un Fairchild C-119 Flying Boxcar, sucesor del C-82. También el desierto cambió, en la versión de 2004 se trata del desierto de Gobi, localizado en Mongolia.
Los actores principales del remake de 2004 son Dennis Quaid, Giovanni Ribisi, Tyrese Gibson, Miranda Otto y Hugh Laurie. El argumento de esta nueva versión presenta a una empresa petrolera estadounidense que en Mongolia decide cerrar su filial de prospección petrolífera. Para evacuar su personal de Mongolia, la empresa recurre a un C-119, un avión de carga pilotado por el capitán Frank Towns (Dennis Quaid). Junto al personal sube un personaje muy extravagante, Elliott, interpretado por Giovanni Ribisi. El C-119 deberá sobrevolar el inhóspito desierto de Gobi, en Mongolia, con destino a Pekín, en China, pero una tormenta de arena no prevista aparece en el horizonte...